# Consiliu privat
Un consiliu privat este un organism care oferă sfaturi (în chestiuni de stat și politice curente) șefului statului unei anumite națiuni, mai ales (dar nu exclusiv) în țările cu formă de guvernământ monarhică. 
Trebuie observat că, în dreptul constituțional modern, noțiunea de „sfat în chestiuni de stat”  reprezintă instrucțiuni date, în formă oficială, de către un funcționar public superior altui funcționar, în conformitate cu cerințele legii. De aceea, în multe cazuri, un astfel de „sfat” are caracter obligatoriu.

## Consiliul de Coroană
În mod tradițional, în Regatul României, Suveranul este sfătuit, în chestiuni de stat, de către Consiliul de Coroană. În istoria recentă, au fost ținute ședințe notabile ale Consiliului de Coroană cu ocazia fiecărei decizii majore privitoare la evenimente din viața națiunii (ex. ședința din 14 august 1916, în care s-a luat hotărârea participării României la Primul Război Mondial).

## Consiliul Regal, azi
Printr-un decret regal semnat la 1 octombrie 2010, Majestatea Sa Regele Mihai I al României a luat decizia reînființării unui consiliu consultativ, sub denumirea de Consiliul Regal. Conform decretului regal de reînființare, scopul acestui organism este „să ajute, prin sfaturile și rezoluțiile lui, Șeful Familiei Regale în deciziile sale curente sau de importanță istorică, juridică, economico-financiară, politică și dinastică” (Articolul 2 din Decret).. Consiliul Regal este succesorul comitetelor politice și consultative înființate de Majestatea Sa în cursul exilului forțat și după anul 1989.